# Leptotes sanctithomae
Leptotes sanctithomae is een vlinder uit de familie van de Lycaenidae. Deze soort is voor het eerst wetenschappelijk beschreven als Catochhrysops sancti-thomae door Emily Mary Bowdler Sharpe in een publicatie uit 1893.
De soort komt voor in Sao Tomé.